# Joan de Kakhètia
Joan o Ioanes de Kakhètia fou un príncep de Kakhètia vers 786 a 790. Era el fill gran d'Artxil de Kakhètia, el Màrtir o el Sant, i va regnar conjuntament amb el seu germà més petit Juansxer. La Crònica georgiana diu que fugint dels àrabs es va retirar a Geòrgia occidental (Ègrissi) acompanyat de la seva mare i de dues germanes. Joan va desaparèixer ràpidament vers 790 sense descendència coneguda.